# Salinas de Añana
Salinas de Añana en espagnol ou Gesaltza Añana en basque, est une commune ou contrée de la municipalité d'Añana dans la province d'Alava dans la Communauté autonome basque.
Salinas de Añana est un ancien village salin qui est connu pour ses salines traditionnelles et ses terrasses salines. Les salines d'Añana ont été exploitées depuis l'époque romaine, et l'utilisation du sel dans la région remonte à plus de 2 000 ans. La méthode traditionnelle d'extraction du sel a été préservée au fil des siècles.
Le site est caractérisé par un réseau complexe de terrasses en bois, conçues pour l'évaporation de l'eau saline. Ces terrasses sont une partie intégrante du paysage et ont été soigneusement entretenues pour maintenir les méthodes traditionnelles. L'eau salée provenant des sources naturelles est dirigée vers les terrasses, où elle s'évapore lentement sous l'effet du soleil et du vent, laissant derrière elle des cristaux de sel. Ce processus artisanal est toujours utilisé aujourd'hui.
Les salines d'Añana sont classées comme un Bien d'intérêt culturel en Espagne. Elles attirent de nombreux visiteurs intéressés par la culture, l'histoire et les méthodes traditionnelles de production du sel. Le site propose des visites guidées et des activités éducatives pour sensibiliser les visiteurs à l'importance du patrimoine.

## Référence
1. ↑  Officiellement « Salinas de Añana - Gesaltza Añana » Euskal Herriko leku 2012-07-25 (Site d'Euskaltzaindia ou Académie de la langue basque)